# Żarki (Petite-Pologne)
Pour les articles homonymes, voir Żarki (homonymie).
Żarki est une localité polonaise de la gmina de Libiąż, située dans le powiat de Chrzanów en voïvodie de Petite-Pologne.